# 2006年蒙地卡羅大師賽
2006年蒙地卡羅大師賽，於2006年4月17日至4月23日在摩納哥蒙地卡羅舉行，是第100屆賽事。

## 冠軍

### 男子單打
決賽： 拉斐爾·納達爾 擊敗  羅傑·費德勒 （6–2、62 –7、6–3、7–65 ）
- 這是他今年第2個冠軍和職業生涯第14個冠軍。

### 男子雙打
決賽： 約納斯·比約克曼 /  馬克斯·米爾內 擊敗  法布里斯·桑托羅 /  內納德·齊莫尼奇（6–2、7–62）

## 外部連結
- 官方網站